# Selenocosmia barensteinerae
Selenocosmia barensteinerae là một loài nhện trong họ Theraphosidae. Chúng được miêu tả năm 2010 bởi Schmidt. Loài này có ở Borneo.